# Lingua sami skolt
La lingua sami skolt (sääʹmǩiõll) è una lingua sami parlata in Finlandia e in Russia.

## Distribuzione geografica
Il sami skolt è parlato in una piccola regione che abbraccia parte del comune di Inari in Finlandia e la zona russa di Petsamo vicino al confine finlandese. È parlato principalmente nel paese di Sevettijärvi del comune di Inari e la lingua è una delle quattro lingue ufficiali del comune. Secondo l'edizione 2009 di Ethnologue, nel censimento finlandese del 2001 risultavano 400 locutori di sami skolt. In Russia circa 20–30 persone parlano la forma dialettale di Notozero (Njuõʹttjäuʹrr) nelle zone vicine del lago Lovozero. In Norvegia è stata parlata nella zona di Neiden, ma questo dialetto è oggigiorno probabilmente estinto.

## Classificazione della lingua
Il sami skolt appartiene al ceppo ugrofinnico. È una delle cinque lingue sami del gruppo orientale, a cui appartengono anche il sami di Inari, di Akkala, di Kildin e di Ter.

## Fonologia

### Vocali
Il sistema vocalico della lingua sami skolt è complicato. Nella seguente tabella sono indicati il fonema e il suo rispettivo grafema tra parentesi:
|            | anteriore | centrale | posteriore |
| ---------- | --------- | -------- | ---------- |
| chiuse     | i (i)     |          | u (u)      |
| semichiuse | e (e)     | ɘ (õ)    | o (o)      |
| semiaperte | ɛ (e)     | ɐ (â)    | ɔ (å)      |
| aperte     | a (ä)     |          | ɑ (a)      |

### Dittonghi
|                         | anteriore | anteriore e centrale | posteriore e anteriore | posteriore e centrale | posteriore |
| chiuse e semichiuse     | ie (ie)   | iɘ (iõ)              | ue (ue)                | uɘ (uõ)               |            |
| chiuse e semiaperte     | iɛ (ie)   | iɐ (iâ)              | uɛ (ue)                | uɐ (uâ)               | uɔ (uå)    |
| chiuse e aperte         |           |                      | ua (uä)                |                       |            |
| semichiuse e semiaperte |           | eɐ (eâ)              |                        |                       |            |
| semichiuse e aperte     | ea (ea)   |                      |                        |                       |            |

## Grammatica
I sami skolt ha nove casi singolari, benché le forme del genitivo e accusativo siano grammaticalmente identiche.

## Sistema di scrittura
La lingua è scritta in alfabeto latino, utilizzando alcune lettere supplementari:
| А а | Â â | B b | C c | Č č | Ʒ ʒ | Ǯ ǯ | D d |
| Đ đ | E e | F f | G g | Ǧ ǧ | Ǥ ǥ | H h | I i |
| J j | K k | Ǩ ǩ | L l | M m | N n | Ŋ ŋ | O o |
| Õ õ | P p | R r | S s | Š š | T t | U u | V v |
| Z z | Ž ž | Å å | Ä ä | ʹ   |     |     |     |

Inoltre le lettere Q/q, W/w, X/x, Y/y e Ö/ö sono usate per parole di origine straniera. Il carattere ʹ è usato come segno molle.